# Yukina Ōta
Yukina Ōta (* 26. November 1986 in Kyōto) ist eine japanische Eiskunstläuferin. Im Einzellauf ist sie die Vier-Kontinente-Meisterin des Jahres 2004 und die Junioren-Weltmeisterin des Jahres 2003.

## Ergebnisse
| Meisterschaft / Jahr            | 2003    | 2004    | 2005    | 2006    | 2007    | 2008    |
| ------------------------------- | ------- | ------- | ------- | ------- | ------- | ------- |
| Vier-Kontinente-Meisterschaften |         | 1.      |         |         |         |         |
| Japanische Meisterschaften      | 4.      | 5.      |         |         | 12.     | 7.      |
| Grand-Prix-Wettbewerb / Saison  | 2002/03 | 2003/04 | 2004/05 | 2005/06 | 2006/07 | 2007/08 |
| Skate Canada                    |         | 4.      |         |         |         |         |
| NHK Trophy                      |         | 6.      |         |         |         |         |
| Skate America                   |         |         | 7.      |         |         |         |

Ergebnisse bei den Junioren:
| Meisterschaft / Jahr           | 1999    | 2000    | 2001    | 2002    | 2003    |
| ------------------------------ | ------- | ------- | ------- | ------- | ------- |
| Weltmeisterschaften            |         |         |         | 9.      | 1.      |
| Japanische Meisterschaften     | 11.     | 6.      | 3.      |         |         |
| Grand-Prix-Wettbewerb / Saison | 1998/99 | 1999/00 | 2000/01 | 2001/02 | 2002/03 |
| ISU-Grand-Prix-Finale          |         |         |         | 6.      | 1.      |